# Lotte Friis
Lotte Friis (* 9. Februar 1988 in Hørsholm) ist eine ehemalige dänische Schwimmerin auf den langen Freistilstrecken.
Friis gewann ihre erste internationale Medaille mit dem Titelgewinn über 800 Meter Freistil bei den Kurzbahneuropameisterschaften 2007 in Debrecen. Ein Jahr später errang sie die Bronzemedaille über 1500 Meter Freistil bei den Europameisterschaften in Eindhoven. Bei den Olympischen Sommerspielen 2008 in Peking gewann sie Bronze über 800 Meter Freistil. 2009 in Rom wurde sie Weltmeisterin über 800 Meter Freistil und holte Silber über 1500 Meter.
Bei den Kurzbahneuropameisterschaften 2009 in Istanbul wurde Friis über 800 Meter Freistil Europa- und über 400 Meter Freistil Vizeeuropameisterin. Daraufhin gewann sie die Wahl zu Dänemarks Sportlerin des Jahres 2009 gegen den Tischtenniseuropameister Michael Maze sowie die Tennisspielerin und US-Open-Finalistin Caroline Wozniacki. Die gleichen Medaillen gewann sie auch bei den Europameisterschaften auf der Kurzbahn 2011 und 2012.
Ihre erfolgreichsten Meisterschaften bestritt Lotte Friis 2010 bei den europäischen Titelkämpfen in Budapest, als sie Europameisterin über 800 und 1500 Meter Freistil wurde und zudem die Bronzemedaille über 400 Meter gewann.
Bei den Olympischen Spielen 2012 errang sie keine Medaille, über 400 und 800 Meter Freistil wurde sie Vierte bzw. Fünfte.
Im Jahr 2013 gewann sie bei den Weltmeisterschaften in Barcelona jeweils die Silbermedaille auf der 800- und 1500-Meter-Strecke. Dabei stellte sie über 1500 Meter hinter der Weltrekord schwimmenden Katie Ledecky in 15:38,88 min einen neuen Europarekord auf.
Lotte Friis beendete ihre aktive Schwimmlaufbahn im April 2017 im Alter von 29 Jahren.

## Rekorde
| Weltrekorde (1)            | Weltrekorde (1) | Weltrekorde (1)   | Weltrekorde (1) |
| -------------------------- | --------------- | ----------------- | --------------- |
| 1500 m Freistil (Kurzbahn) | 15:28,65 min    | 28. November 2009 | Birkerød        |
| Europarekorde (1)          |                 |                   |                 |
| 1500 m Freistil            | 15:38,88 min    | 30. Juli 2013     | Barcelona       |
| (Stand: 23. August 2013)   |                 |                   |                 |

## Ehrungen
2009 wurde Lotte Friis zu Dänemarks Sportler des Jahres gewählt und seit 2019 ist sie das 34. Mitglied der Hall of Fame des dänischen Sports.